# درایسباخ (وستروالدکرایس)
درایسباخ (به آلمانی: Dreisbach) یک شهر در آلمان است که در وستروالدکرایس واقع شده‌است.